# Турецкая городская почта

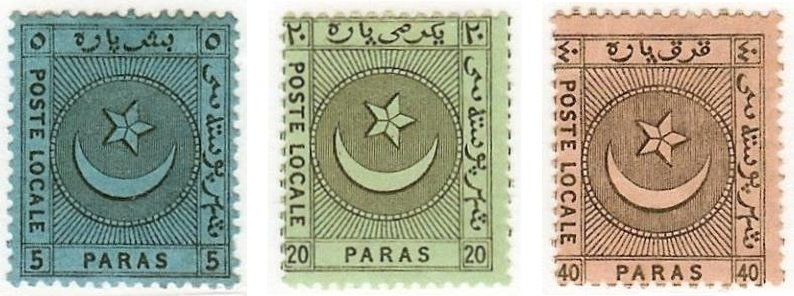
Марки для городской почты Лианоса в Константинополе номиналами в 5, 20 и 40 пара (1865)

Турецкая городская почта — частная городская почта в Константинополе (Стамбуле), с 1865 года организованная местной компанией «Лианос», для которой выпускались особые почтовые марки. Эмиссия этих марок продолжалась до 1866 года. В 1873 и 1881 годах для государственной городской почты Константинополя выходили марки Османской империи с надпечатками.

## История
В августе 1865 года в Константинополе с разрешения турецкого правительства была открыта частная городская почта. Её организатором выступила местная компания «Лианос» (фр. «Liannos et Cie»), основателем которой был проживавший в Константинополе греческий предприниматель Лианос. В дальнейшем с компанией был подписан контракт на местное почтовое обслуживание на шестилетний срок, начиная с декабря 1865 года. Однако 31 марта 1867 года эта почта прекратила свою деятельность из-за финансовых трудностей и банкротства и перешла в подчинение османскому государству.

## Выпуски почтовых марок

### Первый выпуск
Для нужд этой почты были изданы три марки с изображением полумесяца и звезды и надписью на турецком и французском языках «Местная почта». Печатание марок было заказано в Лондоне, на фирме «Перкинс Бэкон». Марки были изготовлены на цветной бумаге, с зубцами и без зубцов, и поступили в обращение осенью 1865 года. Номиналы марок — 5, 20 и 40 пара.

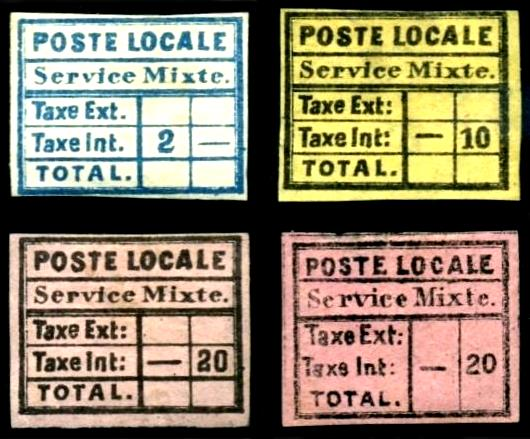
Марки Лианоса для египетского почтового отделения номиналами в 2 пиастра и 10 и 20 пара (1866)

### Второй выпуск
В 1866 году в обращении появились особые марки Лианоса с надписью фр. «Poste locale» («Местная почта»), на которых было предусмотрено место для расчётных записей в три строки; на двух из них необходимые пометки делались вручную, третья строка посредине означала номинал. Эти марки, однако, применялись только в египетском почтовом отделении, обслуживание которого также взяла на себя компания Лианоса. Они были отпечатаны в четырёх цветовых вариантах, соответствоваших четырём номиналам — 10, 20 пара, 1 и 2 пиастра.

### Газетные марки
Известны также марки, которые применялись в то же время почтой Лианоса в Константинополе для оплаты доставки газет. Они были круглой формы и печатались вручную чёрной краской на цветной бумаге.

### Государственная почта
После закрытия почты Лианоса в Константинополе была основана государственная городская (местная) почта. Для последней употреблялись марки Османской империи с надпечатками, сделанными в 1873 и 1881 годах.
В 1873 году надпечатки наносились турецким шрифтом в круглой рамке. В 1881 году надпечатка была изготовлена в восьмиугольной рамке на турецком и французском языках.

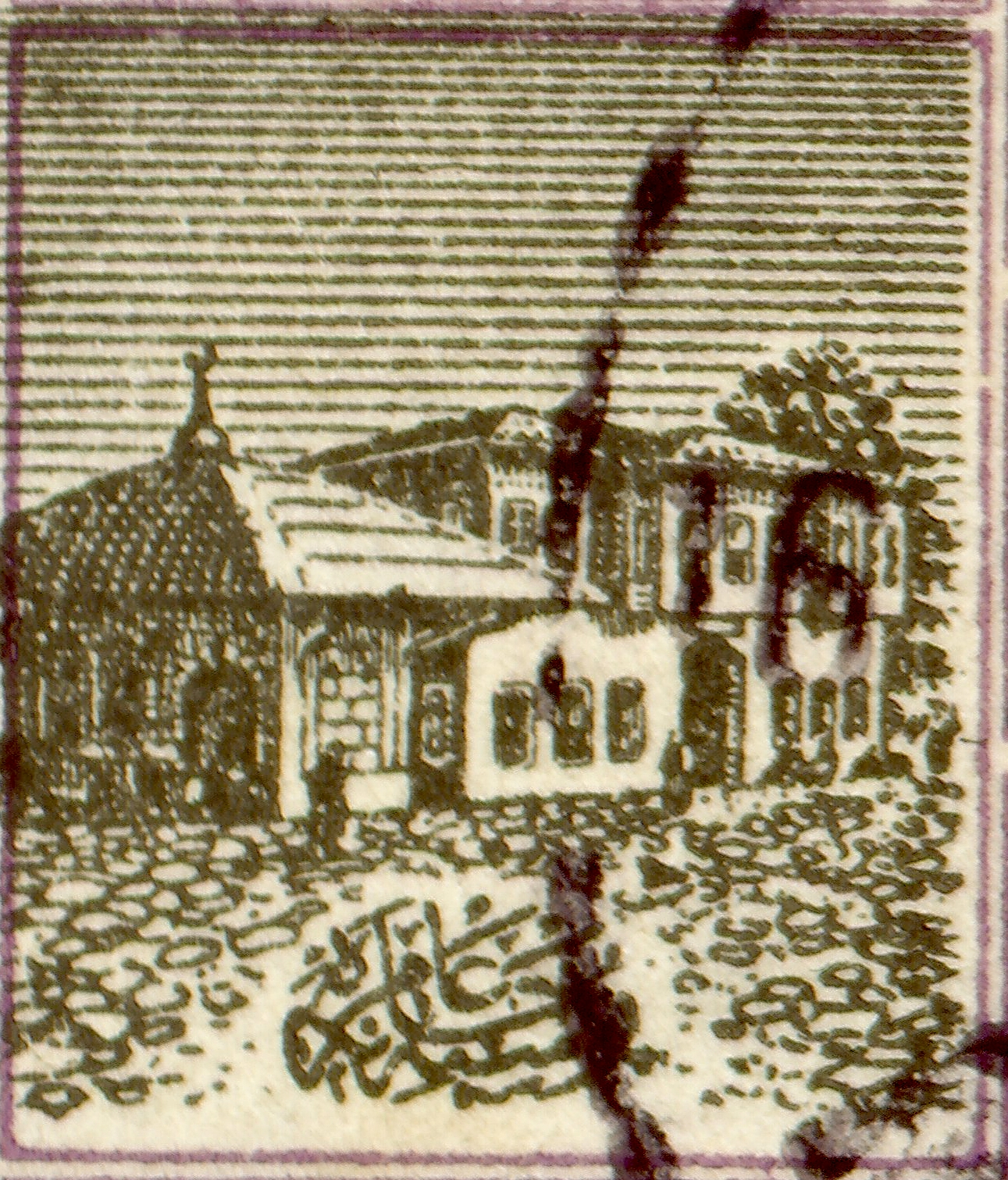
Рисунок на марке Османской империи 1916 года, напечатанной, как предполагают, в ознаменование 50-й годовщины городской почты Константинополя(Sc #348)

### Подделки и новоделы
Существуют подделки и новоделы для марок турецкой городской почты периода 1865—1866 годов.

## Память
29 мая 1916 года в свет вышла серия из пяти марок Османской империи (Sc #345—349) с одинаковым рисунком — изображением старого здания почтамта в Константинополе (ок. 1865). По утверждению Адольфа Пассера (Adolf Passer) эта серия была приурочена к 50-летию городской почты Константинополя. Правда, в каталоге «Скотт» для этого выпуска указан юбилей несколько иного события: англ. «Introduction of postage in Turkey, 50th anniv.» («Введение знаков почтовой оплаты в Турции, 50-я годовщина»).